# Saint-Aubin-le-Monial
Pour les articles homonymes, voir Saint-Aubin.
Saint-Aubin-le-Monial est une commune française, située dans le département de l'Allier en région Auvergne-Rhône-Alpes.

## Géographie

### Localisation
Saint-Aubin-le-Monial est située dans le Bocage bourbonnais.
Ses communes limitrophes sont :
| Ygrande            |                       | Bourbon-l'Archambault |
|                    | Saint-Aubin-le-Monial |                       |
| Buxières-les-Mines | Saint-Hilaire         | Gipcy                 |

### Voies de communication et transports
La commune est traversée par les routes départementales 1 (reliant Bourbon-l'Archambault à Saint-Hilaire et Tronget, sans passer par le centre du village), 18, 192 (traversant le village, et reliant Ygrande au nord-ouest à Gipcy au sud-est) et 492 (menant à Bourbon-l'Archambault).

### Climat
Pour des articles plus généraux, voir Climat d'Auvergne-Rhône-Alpes et Climat de l'Allier.
En 2010, le climat de la commune est de type climat océanique dégradé des plaines du Centre et du Nord, selon une étude du CNRS s'appuyant sur une série de données couvrant la période 1971-2000. En 2020, Météo-France publie une typologie des climats de la France métropolitaine dans laquelle la commune est exposée à un climat océanique altéré et est dans une zone de transition entre les régions climatiques « Centre et contreforts nord du Massif Central » et « Ouest et nord-ouest du Massif Central ».
Pour la période 1971-2000, la température annuelle moyenne est de 11,1 °C, avec une amplitude thermique annuelle de 16 °C. Le cumul annuel moyen de précipitations est de 796 mm, avec 11,4 jours de précipitations en janvier et 7,4 jours en juillet. Pour la période 1991-2020, la température moyenne annuelle observée sur la station météorologique de Météo-France la plus proche, « Bourbon_sapc », sur la commune de Bourbon-l'Archambault à 8 km à vol d'oiseau, est de 11,9 °C et le cumul annuel moyen de précipitations est de 777,2 mm,. Pour l'avenir, les paramètres climatiques de la commune estimés pour 2050 selon différents scénarios d'émission de gaz à effet de serre sont consultables sur un site dédié publié par Météo-France en novembre 2022.

## Urbanisme

### Typologie
Au 1er janvier 2024, Saint-Aubin-le-Monial est catégorisée commune rurale à habitat très dispersé, selon la nouvelle grille communale de densité à 7 niveaux définie par l'Insee en 2022.
Elle est située hors unité urbaine et hors attraction des villes,.

### Occupation des sols

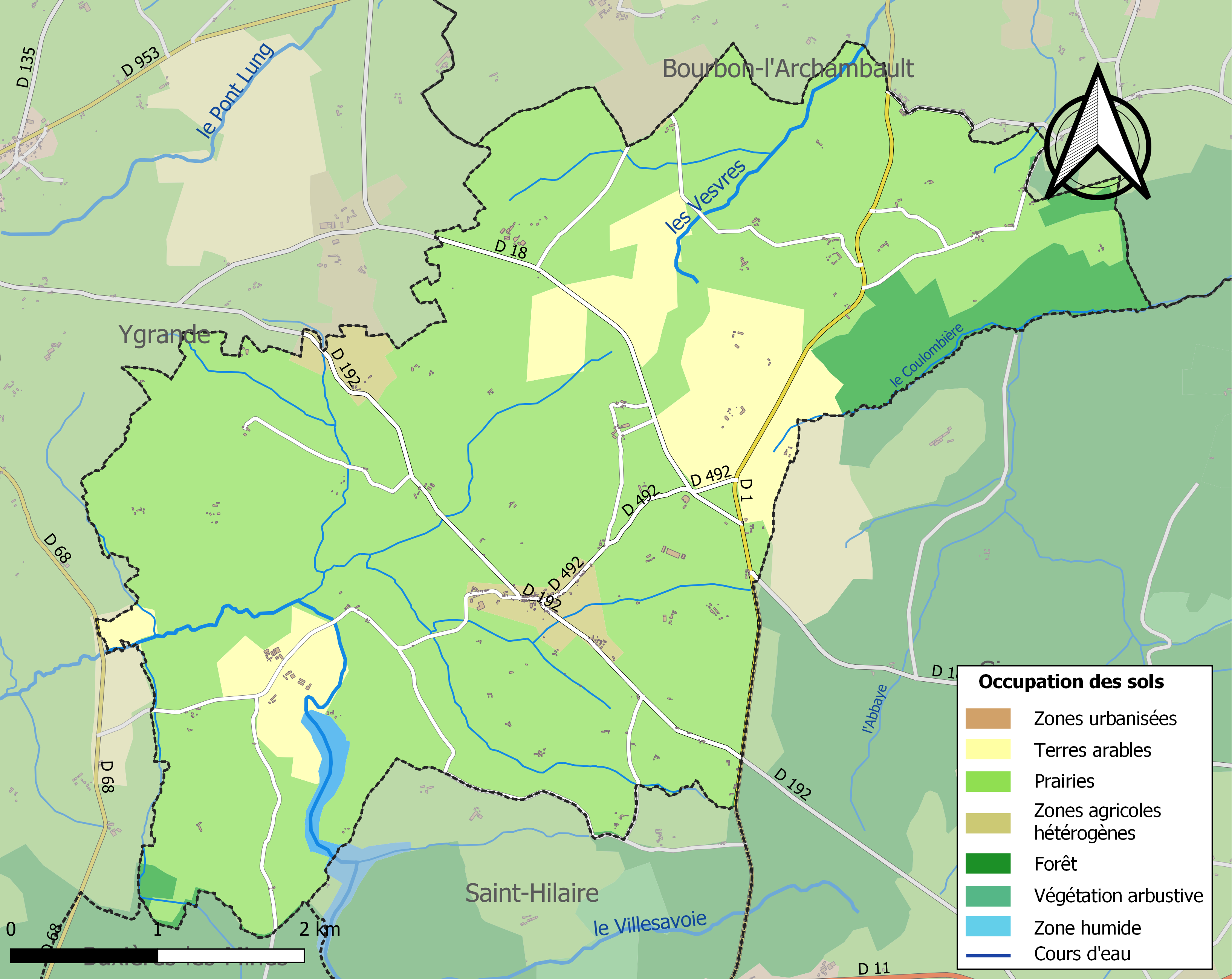
Carte des infrastructures et de l'occupation des sols de la commune en 2018 (CLC).

L'occupation des sols de la commune, telle qu'elle ressort de la base de données européenne d’occupation biophysique des sols Corine Land Cover (CLC), est marquée par l'importance des territoires agricoles (94,1 % en 2018), une proportion sensiblement équivalente à celle de 1990 (94,6 %). La répartition détaillée en 2018 est la suivante : 
prairies (80,2 %), terres arables (11,2 %), forêts (5,2 %), zones agricoles hétérogènes (2,7 %), eaux continentales (0,7 %).
L'IGN met par ailleurs à disposition un outil en ligne permettant de comparer l’évolution dans le temps de l’occupation des sols de la commune (ou de territoires à des échelles différentes). Plusieurs époques sont accessibles sous forme de cartes ou photos aériennes : la carte de Cassini (XVIIIe siècle), la carte d'état-major (1820-1866) et la période actuelle (1950 à aujourd'hui).

## Histoire
Histoire de deux paroisses anciennes, Bessais-le-Monial et Saint-Aubin réunies en 1804

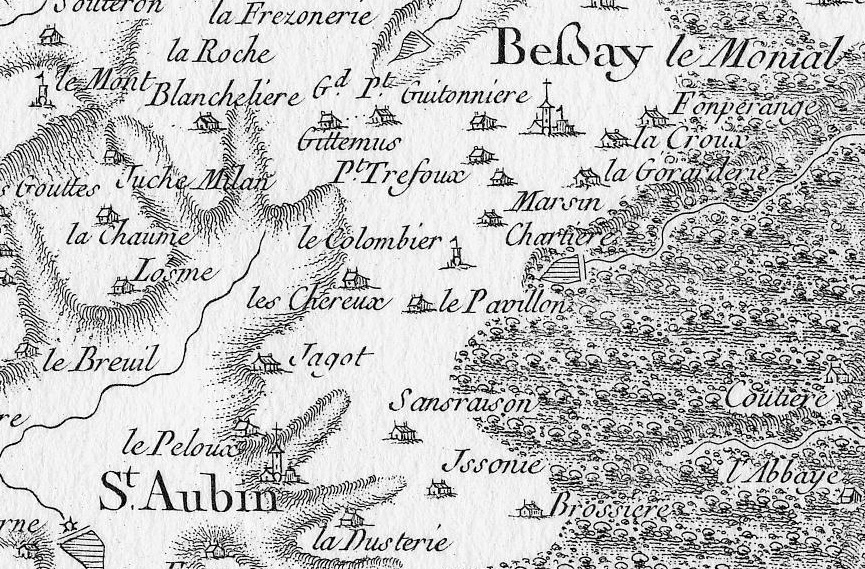
Carte de Cassini XVIIIe siècle.

Les origines de ces deux paroisses sont très anciennes comme en témoignent les découvertes faites à l’occasion de la construction de l’église actuelle, objets en or, buste en grès, tegulae et meules à bras en arkose attestent d’une présence gallo-romaine, puis médiévale. La première mention de Bessais remonte à l’an de grâce 1152, par le biais d’une bulle papale qui confie à Pierre, prieur de Souvigny, le patronage de « l’ecclesiam de Betiaco ». Pour Saint-Aubin, la mention la plus ancienne figure dans les pouillés de l’archevêché de Bourges où le subside fourni au pape Jean XXII par « Capellanus sancti Albini » est de trente sols.
Du XIIIe au XVIIe siècle, assez peu d’archives existent mentionnant d’aussi petites paroisses que Saint-Aubin et Bessais-le-Monial. Les seules informations sont contenues dans l’inventaire des fiefs du Bourbonnais (1503) et font mention des sieurs de Saint-Aubin qui possèdent « terre, chasteau, seigneurie et justice de Saint-Aubin », et de la seigneurie de l’Espine qui détient « chastel et maison-forte, droit de haute, moyenne et basse justice ».
Il faut attendre les travaux de Nicolas de Nicolay (1569) pour apprendre que Saint-Aubin, « paroisse et fort chasteau en pays de grands bois » compte 62 feux et qu’elle dépend à la fois du prieuré de Souvigny et de la châtellenie de Bourbon, situation identique pour Bessais qui ne compte que 22 feux (soit moins de 336 habitants au total).
De toutes petites paroisses qui doivent faire face à des conditions de vie difficiles, famines, misères, troupes de grands chemins, peu de ressources… Dès cette époque, Saint-Aubin et Bessais étaient des territoires de culture de chanvre, seigle et froment…
La création des communes liée à la Révolution française introduit de nouvelles hiérarchies, la première réunion du conseil municipal de la commune de Bessais-le-Monial a lieu le 23 décembre 1792, an 1er de la république française, les limites géographiques sont imprécises et nécessiteront un relevé précis en 1793, les officiers municipaux doivent faire face à de nouvelles obligations : le registre d’état civil, la conscription…
Pendant une courte période où les noms faisant référence à la religion étaient bannis, Saint-Aubin s’est appelé Le Marcat du nom d’un hameau du bourg, tandis que Bessais-le-Monial est devenu Bessais le Libre ou Bessay le Libre ; mais cette période très mouvementée est difficile à suivre car les implications locales des politiques nationales modifient sans cesse les dénominations, les compétences et les registres ainsi à titre d’exemple, les deux communes faisaient partie du canton d’Ygrande et du district de Cérilly.
L’église de Bessais-le-Monial a déjà subi de nombreux dégâts, interdite même en 1719, sans prêtre durant de nombreuses années, elle n’accueille plus que très peu d’habitants en 1792. Naît alors l’idée de réunir les deux paroisses de Saint-Aubin en une même succursale, avec un seul prêtre desservant. Assez rapidement après cette réunion religieuse, la réunion civile et administrative est prononcée et le 23 germinal an XII, soit le 13 avril 1804, après de nombreuses discussions les communes de Bessais-le-Monial et Saint-Aubin sont réunies par arrêté du Préfet pour ne plus former qu’une seule entité sous le nom de Saint-Aubin.
Pendant cette période, difficile par les nombreuses disettes et réquisitions militaires, la priorité de la municipalité allait aux bonnes mœurs : point de cabaretier ouvert au-delà de neuf heures, points de déplacements « nuisibles aux mœurs, à la religion, à l’agriculture et au commerce, attendu que si le laboureur est obligé d’aller aussi loin de chez lui, ou d’y envoyer les domestiques (sous-entendu pour assister aux offices), ceux-ci ne reviendront que le soir après avoir passé la journée au cabaret et qu’alors les bestiaux ne seront point pansés et manqueront des foins nécessaires », un souci permanent de l’ordre public...
Le XIXe siècle commence alors avec plusieurs défis majeurs, subvenir aux besoins de la population, favoriser l’éducation des enfants et améliorer les voies de communication nécessaires au commerce. C'est en 1904 que la commune prend le nom actuel de Saint-Aubin-le-Monial.
Dans son film La vie est à nous Jean Renoir fait se dérouler le second « sketch » dans le village, chez des paysans endettés, la famille Lecocq.
(période actuelle à venir)

## Politique et administration

### Liste des maires

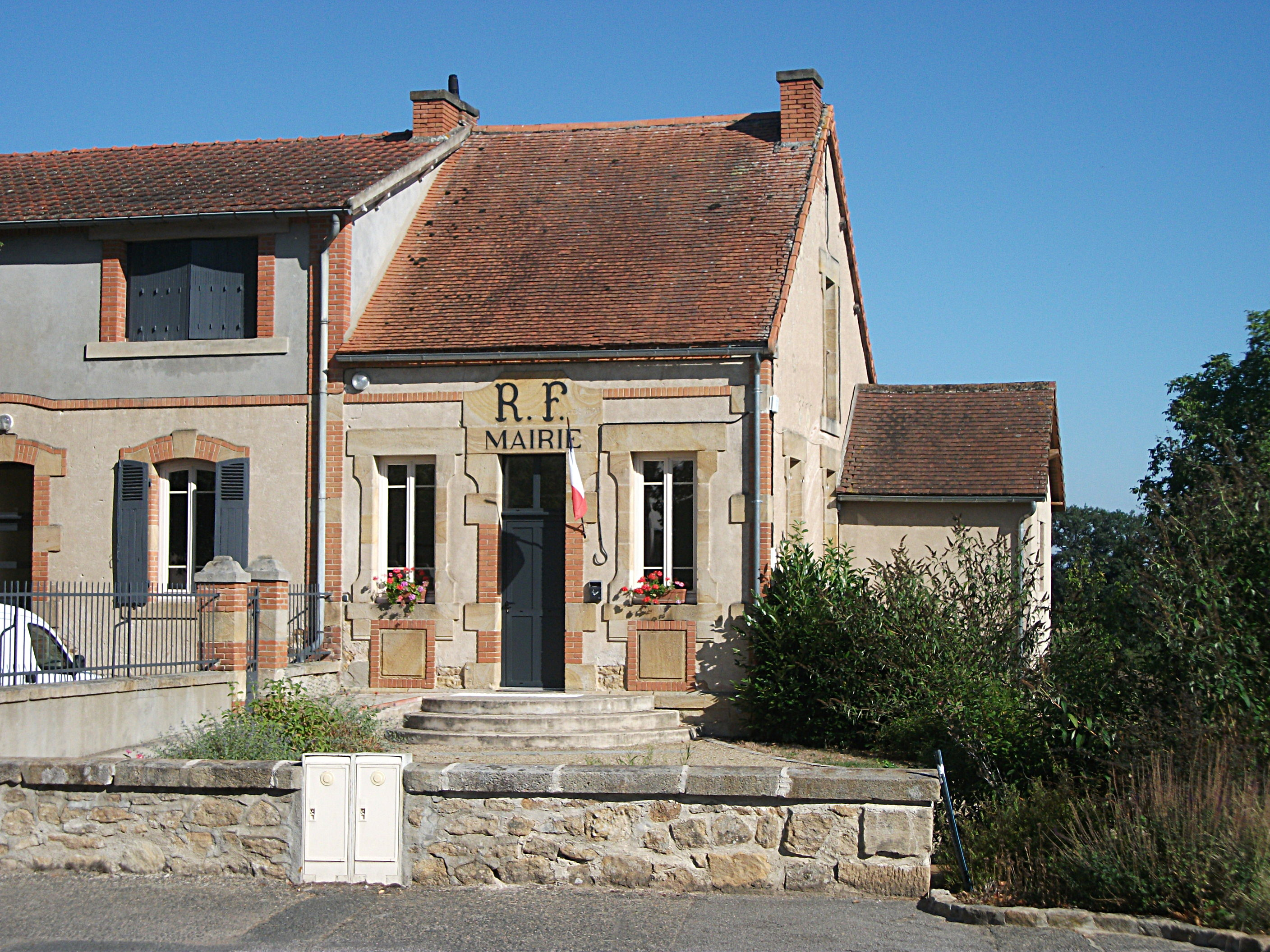
Mairie.

| Période                                  | Période                      | Identité              | Étiquette | Qualité                             |
| ---------------------------------------- | ---------------------------- | --------------------- | --------- | ----------------------------------- |
| Les données manquantes sont à compléter. |                              |                       |           |                                     |
| mars 2001                                | mars 2012                    | Guy Lecomte           |           |                                     |
| avril 2012                               | En cours (au 8 juillet 2020) | Françoise Guilleminot | DVD       | Retraitée Réélue en 2014 et en 2020 |

### Instances judiciaires
Sur le plan judiciaire, Saint-Aubin-le-Monial dépend de la cour administrative d'appel de Lyon, de la cour d'appel de Riom, du tribunal administratif de Clermont-Ferrand, de la cour d'assises de l'Allier, du tribunal d'instance et de grande instance de Moulins et du tribunal de commerce de Cusset.

## Population et société

### Démographie
L'évolution du nombre d'habitants est connue à travers les recensements de la population effectués dans la commune depuis 1793. Pour les communes de moins de 10 000 habitants, une enquête de recensement portant sur toute la population est réalisée tous les cinq ans, les populations de référence des années intermédiaires étant quant à elles estimées par interpolation ou extrapolation. Pour la commune, le premier recensement exhaustif entrant dans le cadre du nouveau dispositif a été réalisé en 2004.

En 2022, la commune comptait 266 habitants, en évolution de +1,14 % par rapport à 2016 (Allier : −1,38 %, France hors Mayotte : +2,11 %).
| 1793 | 1800 | 1806 | 1821 | 1831 | 1836 | 1841 | 1846 | 1851 |
| ---- | ---- | ---- | ---- | ---- | ---- | ---- | ---- | ---- |
| 400  | 316  | 625  | 694  | 725  | 743  | 725  | 667  | 660  |

| 1856 | 1861 | 1866 | 1872 | 1876 | 1881 | 1886 | 1891 | 1896 |
| ---- | ---- | ---- | ---- | ---- | ---- | ---- | ---- | ---- |
| 771  | 832  | 834  | 830  | 820  | 790  | 813  | 788  | 787  |

| 1901 | 1906 | 1911 | 1921 | 1926 | 1931 | 1936 | 1946 | 1954 |
| ---- | ---- | ---- | ---- | ---- | ---- | ---- | ---- | ---- |
| 835  | 794  | 736  | 629  | 630  | 602  | 539  | 561  | 464  |

| 1962 | 1968 | 1975 | 1982 | 1990 | 1999 | 2004 | 2006 | 2009 |
| ---- | ---- | ---- | ---- | ---- | ---- | ---- | ---- | ---- |
| 463  | 403  | 295  | 273  | 269  | 278  | 291  | 294  | 286  |

| 2014 | 2019 | 2022 | - | - | - | - | - | - |
| ---- | ---- | ---- | - | - | - | - | - | - |
| 270  | 272  | 266  | - | - | - | - | - | - |

### Enseignement
La commune dépend de l'académie de Clermont-Ferrand ; aucune école n'est implantée.

## Économie
- Site de production d'instruments de chirurgie de la société lyonnaise Integra MicroFrance. 100 salariés.

## Culture locale et patrimoine

### Lieux et monuments

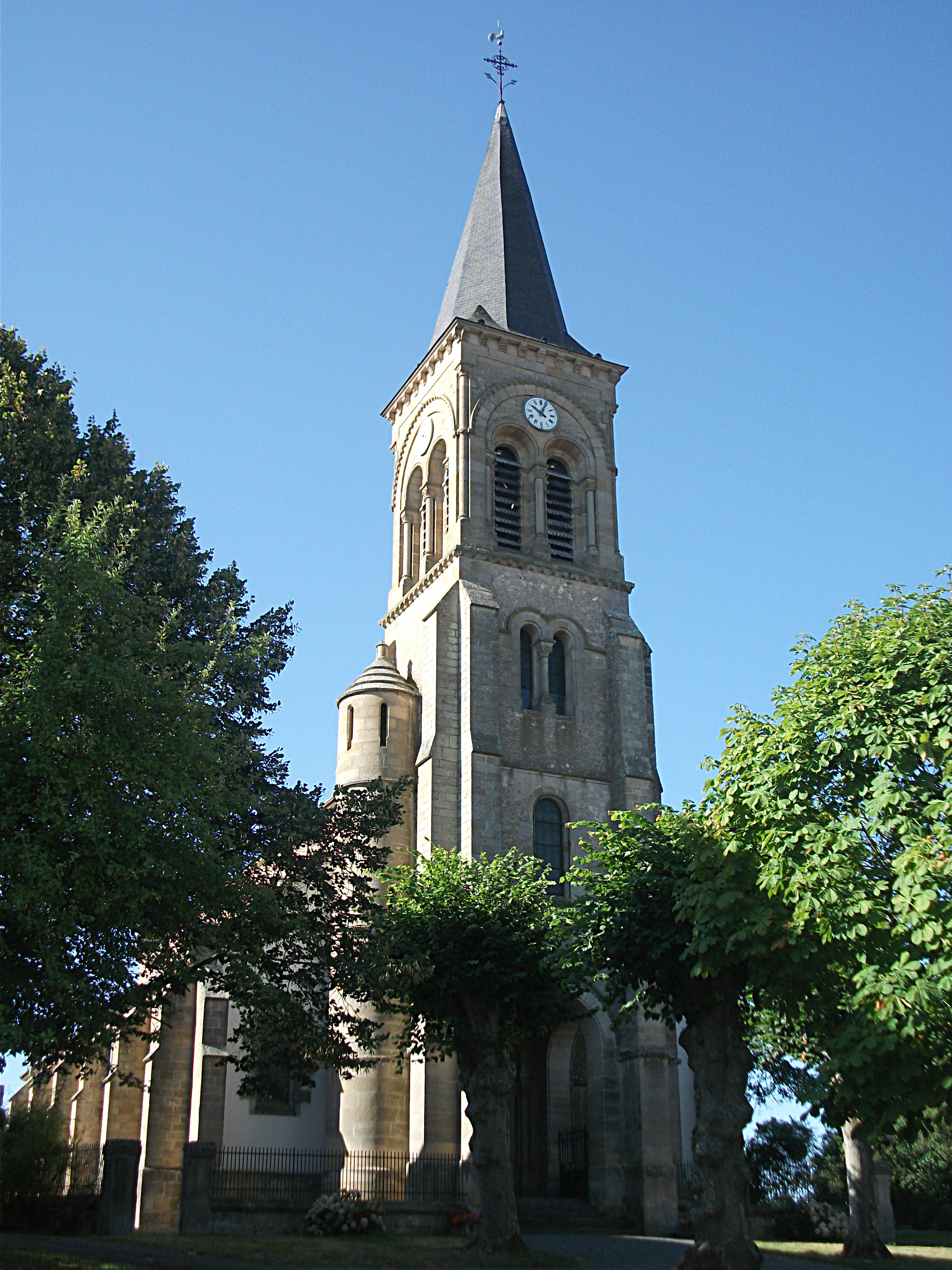
Église Saint-Barnabé.

- Château de Coulombière, aménagé dans la deuxième moitié du XIXe siècle par Charles Riant (1825-1892), frère du député Léon Riant, sur la base d'un petit manoir du XVIe siècle.
- Église Saint-Jean-Baptiste de Bessay.
- Église Saint-Barnabé.
- Chapelle du château de Coulombière.

### Personnalités liées à la commune
- Edmond Genest, né le 22 janvier 1906 à Saint-Aubin-le-Monial, décédé en 1983. Instituteur, poète, auteur des recueils Toute la sylve (1932), Glanés dans le vent (1933), Les cœurs brisés (1934), La Yole errante (1935), Le rêve inachevé (1936), Solitudes (1937), Chansons pour toi (1939), Chansons pour Marie-Claire [sa fille] (1945)[21].

### Héraldique
|  | Les armes de la commune se blasonnent ainsi : Écartelé : au 1er d’azur au livre ouvert d’argent à la couverture d’or posé en barre, au 2e et au 3e d’argent à la merlette de sable, au 4e d’or au haut de crosse de gueules posé en bande mouvant du canton senestre de la pointe. |